# Brétigny (Eure)
Brétigny ist eine französische Gemeinde mit 142 Einwohnern (Stand 1. Januar 2022) im Département Eure in der Region Normandie.

## Geografie
Brétigny liegt am Ostrand des Lieuvin, 3,7 Kilometer nordwestlich von Brionne und 15 Kilometer nordöstlich von Bernay zwischen den Nachbargemeinden Saint-Pierre-de-Salerne und Livet-sur-Authou. Die Weiler L’Orme und La Vasserie gehören zur Gemeinde.
Die Gemeinde ist einer Klimazone des Typs Cfb (nach Köppen und Geiger) zugeordnet: Warmgemäßigtes Regenklima (C), vollfeucht (f), wärmster Monat unter 22 °C, mindestens vier Monate über 10 °C (b). Es herrscht Seeklima mit gemäßigtem Sommer.
Brétigny ist eine der Gemeinden im Département Eure, in denen die Gefahr sich plötzlich bildender metertiefer Löcher durch Erdrutsch besteht. Die sogenannten Marnières sind alte Mergelgruben, die sich zum Beispiel nach starkem Regen öffnen können, wenn die Schuttfüllung in die Seitengänge geschwemmt wird. Diese Löcher haben oft einen Durchmesser von 1,5 bis 2 Metern und können mehrere Meter tief werden. Im ganzen Département Eure gibt es etwa 16000 dieser Mergelgruben.

## Geschichte
Durch Brétigny und den Weiler La Vasserie am Ostrand des Gemeindegebiets führte eine Römerstraße. Der Name der Ortschaft bedeutet Britanicus, Ort der Bretonen, und ist keltischen Ursprungs.
Im 13. Jahrhundert war der Ort Lehen der Familie de Brétigny. Im 14. Jh. erhielt ein Zweig der Familie du Bosc das Lehen. Guéroudin du Bosc war einer der zwanzig Abgesandten von Rouen, die zu Heinrich V. von England geschickt wurden, um die Kapitulation von Rouen zu erklären. Jacques du Bosc verkaufte das Lehen 1520 an Jean de Quintanadoine (1511–1550). Sein Enkel Jean de Quintanadoine (1556–1634) wurde Priester und war mehr bekannt unter dem Namen Monsieur de Brétigny. Er war einer der Mitbegründer des Karmels von Rouen. Nach seinem Tod blieb Brétigny bis zur Französischen Revolution (1789–1799) im Familienbesitz.
Seit 1793 besitzt Brétigny im Zuge der Französischen Revolution eine eigene Gemeindeverwaltung. Damals hieß es noch Bretigny.
Im Zweiten Weltkrieg (1939–1945) wurde Brétigny bombardiert und große Teile des Schlosses wurden 1944 zerstört. Nur ein großer Pavillon blieb erhalten.
| Jahr      | 1861 | 1891 | 1921 | 1954 | 1975 | 1990 | 1999 | 2006 | 2016 |
| --------- | ---- | ---- | ---- | ---- | ---- | ---- | ---- | ---- | ---- |
| Einwohner | 274  | 206  | 103  | 159  | 126  | 174  | 159  | 170  | 139  |

Am meisten Einwohner hatte Brétigny 1821 (375) und am wenigsten Einwohner 1921 (103).

## Kultur und Sehenswürdigkeiten

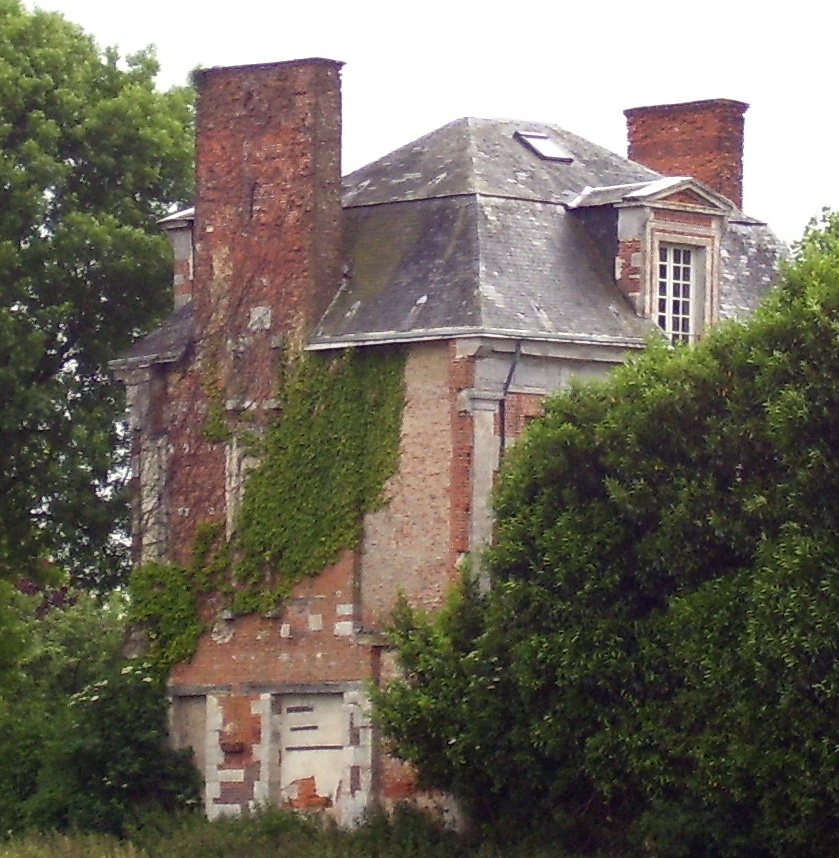
Pavillon, Rest des zerstörten Schlosses

Pavillon aus dem 17. Jahrhundert im Stil des klassizistischen Barocks. Die Fenster sind durch toskanische Pilaster getrennt.
Die Kirche Saint-Cyr-Sainte-Juliette wurde im 12. Jahrhundert erbaut. Sie ist dem Märtyrer Cyrus von Tarsos († 304) und seiner Mutter geweiht. Das Mauerwerk aus dem 12. Jahrhundert wurde im 17. und 18. Jahrhundert neu bearbeitet, aus dieser Zeit stammt auch der Glockenturm. Die Kirche ist im Zusatzverzeichnis der Monuments historiques eingetragen. An der äußeren Westmauer der Kirche finden sich Reste einer Litre funéraire (Trauerband). In einem Quadrat von 40 Zentimeter Seitenlänge ist ein verblasstes Wappen gezeichnet. Im Inneren ist die Litre besser erhalten. Zwei Wappen befinden sich an der nördlichen Wand des Kirchenschiff und eines an der südlichen Wand. Die identischen Wappen sind 50 Zentimeter hoch und 70 Zentimeter breit, sie sind mit einem ovalen Schild versehen, über dem die Krone eines Duc gezeichnet ist. Es handelt sich um das Wappen von Louis Charles de Lorraine (1725–1761), Prince de Lambesc und Comte von Brionne.
In der Kirche befindet sich eine Grabplatte aus dem 13. Jahrhundert mit dem Halbrelief eines Frauengesichts, eine Holzstatue des Antonius von Padua aus dem 17. Jahrhundert und ein silberner Taufbecher mit zwei Stempeln der Pariser Gilde der Goldschmiede. Einer der Stempel stammt vom 15. Juli 1775, der andere vom 18. November 1774, sie sind den Meistern Jean-Baptiste Fouache und Dominique Compant zugeordnet.

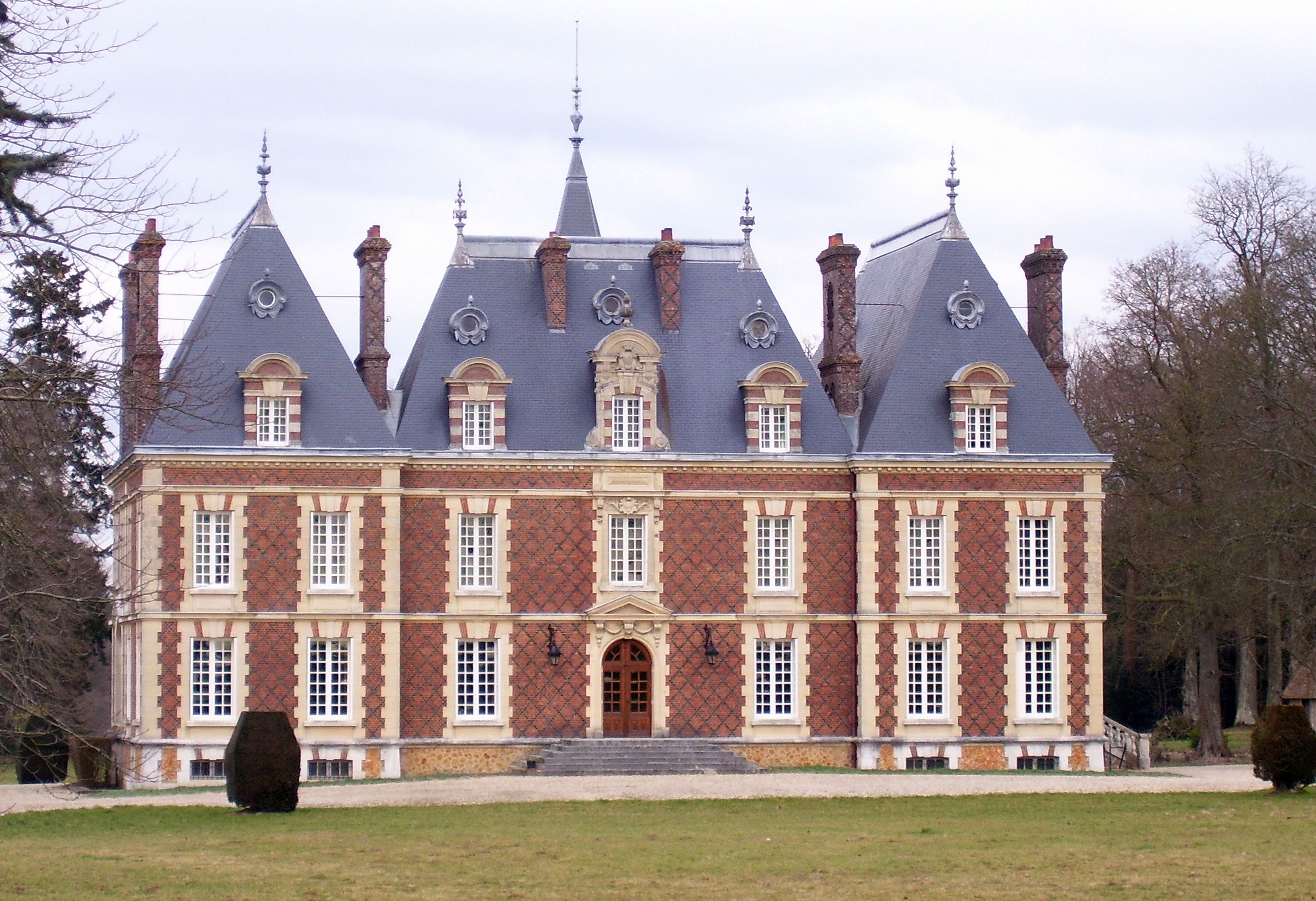
La Houssaye

Das Château de la Houssaye gehört heute zur Gemeinde von Brétigny. Im Mittelalter war es ein Lehen, das der Familie de Pommereuil gehörte. Nicolas de Pommereuil verkaufte das Lehen mitsamt Herrenhaus und Taubenhaus 1569 an Guillaume Foucques. 1637 geriet es jedoch in den Besitz von Marc-Antoine de Brévedent, dessen Sohn das Schloss de la Houssaye bauen ließ. Die Treppe des Schlosses trägt das Datum 1666 und das Wappen der Brévedents. 1770 verkaufte Marie-Catherine de Brévedent die Seigneurie. Um 1891 ließ der damalige Besitzer Jean Guéroult das Schloss umbauen und vergrößern.

## Wirtschaft
Auf der Ferme de La Houssaye wird vor allem Cidre und Calvados produziert. Auf dem Hof werden regionale Produkte verkauft. Auf dem Gemeindegebiet gelten kontrollierte Herkunftsbezeichnungen (AOC) für Calvados und Pommeau (Pommeau de Normandie) sowie geschützte geographische Angaben (IGP) für Schweinefleisch (Porc de Normandie), Geflügel (Volailles de Normandie) und Cidre (Cidre de Normandie und Cidre normand).